# Liste der Naturschutzgebiete im Kreis Soest
Die Liste der Naturschutzgebiete im Kreis Soest enthält die Naturschutzgebiete des Landkreises Kreis Soest in Nordrhein-Westfalen.

## Liste
| Schlüsselnr. | Gemeinde       | Gebietsname                                                     | Fläche in ha | Bild                                                     |
| ------------ | -------------- | --------------------------------------------------------------- | ------------ | -------------------------------------------------------- |
| SO-006       | Anröchte       | Naturschutzgebiet Talsystem der Pöppelsche mit Hoinkhauser Bach | 0449,9551    | Pöppelsche bei Berge                                     |
| SO-033       | Anröchte       | Steinbruch südlich Berge                                        | 0002,6647    | Steinbruch südlich Berge                                 |
| SO-042       | Anröchte       | Steinbruch Landesherrn nordwestlich Berge                       | 0011,6954    |                                                          |
| SO-043       | Anröchte       | Steinbruch nordöstlich Anröchte                                 | 0004,0908    |                                                          |
| SO-044       | Anröchte       | Eichen-Hainbuchenwald nördlich Anröchte                         | 0007,2390    |                                                          |
| SO-045       | Anröchte       | Talbereich des Sonnenborn-, Borns- und Welschbach               | 0033,0407    |                                                          |
| SO-049       | Anröchte       | Völlinghauser Bach – Sonnenbornbach                             | 0023,0190    |                                                          |
| SO-050       | Anröchte       | Güller Bach – Lobbenbach                                        | 0044,9189    |                                                          |
| SO-099       | Anröchte       | Sonnenbornbachtal                                               | 0148,9000    | Sonnenbornbachtal                                        |
| SO-027       | Bad Sassendorf | Ahse nördlich Lohne                                             | 0036,8819    |                                                          |
| SO-051       | Bad Sassendorf | Eichen-Buchenwald bei Haus Düsse                                | 0008,7279    |                                                          |
| SO-071       | Bad Sassendorf | Steinbruch Lohner Klei                                          | 0008,9872    |                                                          |
| SO-072       | Bad Sassendorf | Woeste                                                          | 0050,2398    | NSG Woeste                                               |
| SO-080       | Bad Sassendorf | Rosenaue (SO-080)                                               | 0023,7696    | Die Rosenaue bei Bad Sassendorf                          |
| SO-008       | Ense           | Naturschutzgebiet Bremer Bachaue                                | 0042,4188    |                                                          |
| SO-012K1     | Ense           | Naturschutzgebiet Enser See                                     | 0023,6157    |                                                          |
| SO-016       | Ense           | Naturschutzgebiet Ruhraue (Kreis Soest)                         | 0366,6123    |                                                          |
| SO-062       | Ense           | Naturschutzgebiet Fürstenberg                                   | 0040,6154    |                                                          |
| SO-063       | Ense           | Naturschutzgebiet Bewaldete Quellbereiche des Wamelbaches       | 0025,8126    |                                                          |
| SO-064       | Ense           | Naturschutzgebiet Moosfelder Wald                               | 0211,6514    |                                                          |
| SO-006       | Erwitte        | Naturschutzgebiet Talsystem der Pöppelsche mit Hoinkhauser Bach | 0449,9551    | Die Pöppelsche bei Eikeloh                               |
| SO-010       | Erwitte        | Olle Wiese und Bachsysteme zwischen Erwitte und Stirpe          | 0066,3855    | Olle Wiese und Bachsysteme zwischen Erwitte und Stirpe   |
| SO-014       | Erwitte        | Quellgebiet der Gieseler                                        | 0004,8562    | Quellgebiet der Gieseler                                 |
| SO-026       | Erwitte        | Brockbusch                                                      | 0049,0064    | Brockbusch in der Nähe der alten Burg                    |
| SO-034       | Erwitte        | Steinbruch Straken südöstlich Erwitte                           | 0007,4850    | Steinbruch Straken südöstlich von Erwitte                |
| SO-035       | Erwitte        | Kalksteinbruch südlich Erwitte                                  | 0022,7077    |                                                          |
| SO-037       | Erwitte        | Manninghofer Bach                                               | 0002,2722    |                                                          |
| SO-041       | Erwitte        | Kalksteinbrüche südöstlich Erwitte                              | 0051,4294    |                                                          |
| SO-049       | Erwitte        | Völlinghauser Bach – Sonnenbornbach                             | 0023,0190    |                                                          |
| SO-050       | Erwitte        | Güller Bach – Lobbenbach                                        | 0044,9189    |                                                          |
| SO-052       | Erwitte        | Muckenbruch                                                     | 0097,4575    | Naturschutzgebiet Muckenbruch                            |
| SO-087       | Erwitte        | Naturschutzgebiet Gieseler                                      | 0008,9270    | Naturschutzgebiet Gieseler                               |
| SO-002       | Geseke         | Stockheimer Bruch                                               | 0101,1299    | Stockheimer Bruch                                        |
| SO-024       | Geseke         | Prövenholz                                                      | 0142,2322    | Naturschutzgebiet Prövenholz                             |
| SO-025       | Geseke         | Steinbrüche – Auf der Höhe                                      | 0030,3018    |                                                          |
| SO-040       | Geseke         | Naturschutzgebiet Eringerfelder Wald-Süd                        | 0212,2544    | Naturschutzgebiet Osternheuland – In den Erlen           |
| SO-048       | Geseke         | Osternheuland – In den Erlen                                    | 0262,7257    | Naturschutzgebiet Osternheuland – In den Erlen           |
| SO-069       | Geseke         | Völmeder Quellen                                                | 0010,5890    |                                                          |
| SO-077       | Geseke         | Naturschutzgebiet Eringerfelder Wald-Nord und Westerschledde    | 0363,0787    | Eringerfelder Wald-Nord und Westerschledde               |
| SO-089       | Geseke         | Steinbrüche Gröne                                               | 0019,0000    | Steinbrüche Gröne                                        |
| SO-090       | Geseke         | Ochsenholz                                                      | 0062,6000    | Ochsenholz                                               |
| SO-007       | Lippetal       | Lippeaue                                                        | 1180,7029    | NSG Lippeaue (SO-007) in Lippetal                        |
| SO-021       | Lippetal       | Bröggel                                                         | 0118,6366    |                                                          |
| SO-028       | Lippetal       | Alpke / Alpbach                                                 | 0339,5579    | NSG Alpke / Alpbach                                      |
| SO-032R2     | Lippetal       | Kerbtal am Brunskamp                                            | 0006,4845    |                                                          |
| SO-061       | Lippetal       | Uentruper Wald                                                  | 0368,3953    |                                                          |
| SO-067       | Lippetal       | Stockumer Holz                                                  | 0368,7867    |                                                          |
| SO-068       | Lippetal       | Quabbeaue / Berkenkamp                                          | 0137,2649    |                                                          |
| SO-070       | Lippetal       | Wierlauke                                                       | 0023,6894    |                                                          |
| SO-078       | Lippetal       | Wulfesknapp / Krähenbrink                                       | 0054,3004    | NSG Wulfesknapp / Krähenbrink (Lippetal)                 |
| SO-081       | Lippetal       | Ahsewiesen (LP)                                                 | 0195,4933    | Ahsewiesen                                               |
| SO-082       | Lippetal       | Ahseniederung Oestinghausen                                     | 0040,4500    | Ahseniederung Oestinghausen                              |
| SO-083       | Lippetal       | Rosenaue (SO-083)                                               | 0018,0408    |                                                          |
| SO-007       | Lippstadt      | Lippeaue                                                        | 1180,7029    | Lippeaue                                                 |
| SO-013       | Lippstadt      | Zachariassee                                                    | 0149,6514    | Zachariassee                                             |
| SO-030       | Lippstadt      | Lusebredde                                                      | 0150,4263    | Lusebredde                                               |
| SO-048       | Lippstadt      | Osternheuland – In den Erlen                                    | 0262,7257    |                                                          |
| SO-053       | Lippstadt      | Walachei                                                        | 0010,1937    |                                                          |
| SO-054       | Lippstadt      | Margaretensee                                                   | 0012,0293    | Margaretensee                                            |
| SO-057       | Lippstadt      | Lippeaue Lipperode – Esbeck                                     | 0050,4555    | Lippeaue Lipperode-Esbeck                                |
| SO-084       | Lippstadt      | Woeste                                                          | 0003,3404    | NSG Woeste bei Lohe                                      |
| SO-085       | Lippstadt      | Trotzbach / Gut Alpe                                            | 0006,4847    | Trotzbach/Gut Alpe                                       |
| SO-086       | Lippstadt      | Großes Holz (Naturschutzgebiet)                                 | 0052,3443    | Großes Holz                                              |
| SO-088       | Lippstadt      | Kranenkasper                                                    | 0007,3738    |                                                          |
| SO-005       | Möhnesee       | Naturschutzgebiet Hevearm und Hevesee                           | 0300,5645    | Hevesee mit Hevearm (Bildmitte oberhalb des Dammes)      |
| SO-015       | Möhnesee       | Naturschutzgebiet Möhnetal                                      | 0607,9244    |                                                          |
| SO-029       | Möhnesee       | Arnsberger Wald                                                 | 3916,9596    | NSG Arnsberger Wald (Gemeinde Möhnesee)                  |
| SO-055       | Möhnesee       | Naturschutzgebiet Waldreservat Moosfelde                        | 0098,6655    |                                                          |
| SO-060       | Möhnesee       | Naturschutzgebiet Standortübungsplatz bei Büecke                | 0247,7626    | Standortübungsplatz bei Büecke                           |
| SO-004       | Rüthen         | Naturschutzgebiet Hengelsbach                                   | 0001,3399    | NSG Hengelsbach                                          |
| SO-006       | Rüthen         | Naturschutzgebiet Talsystem der Pöppelsche mit Hoinkhauser Bach | 0449,9551    | Tal des Hoinkhauser Bachs bei Westereiden                |
| SO-009       | Rüthen         | Naturschutzgebiet Kalkmagerrasen bei Rüthen-Meiste              | 0006,3852    | Kalkmagerrasen bei Rüthen-Meiste                         |
| SO-015       | Rüthen         | Naturschutzgebiet Möhnetal                                      | 0607,9244    | Möhnetal                                                 |
| SO-023       | Rüthen         | Naturschutzgebiet Aschenhütte und Bachsysteme der Romecke       | 0039,7262    | Naturschutzgebiet Aschenhütte und Bachsystem der Romecke |
| SO-040       | Rüthen         | Naturschutzgebiet Eringerfelder Wald-Süd                        | 0212,2544    |                                                          |
| SO-046       | Rüthen         | Naturschutzgebiet Drewer Steinbrüche                            | 0009,7562    |                                                          |
| SO-059       | Rüthen         | Naturschutzgebiet Höhle am Kattenstein                          | 0000,3785    |                                                          |
| SO-073       | Rüthen         | Naturschutzgebiet Lörmecketal                                   | 0266,0752    | Lörmecketal                                              |
| SO-060       | Soest          | Naturschutzgebiet Standortübungsplatz bei Büecke                | 0247,7626    | Standortübungsplatz bei Büecke                           |
| SO-075       | Soest          | Ehemalige Klärteiche bei Hattrop                                | 0036,7299    | Ehemalige Klärteiche bei Hattrop                         |
| SO-076       | Soest          | Ehemalige Klärteiche an der Zuckerfabrik Soest                  | 0013,3351    | Ehemalige Klärteiche an der Zuckerfabrik Soest           |
| SO-079       | Soest          | Salzbrink                                                       | 0012,4704    | Salzbrink                                                |
| SO-087       | Soest          | Naturschutzgebiet Gieseler                                      | 0008,9270    |                                                          |
| SO-011       | Warstein       | Naturschutzgebiet Liethöhle und Bachschwinden des Wäschebaches  | 0024,9739    |                                                          |
| SO-015       | Warstein       | Naturschutzgebiet Möhnetal                                      | 0607,9244    |                                                          |
| SO-017       | Warstein       | Oberhagen                                                       | 0013,2425    |                                                          |
| SO-022K2     | Warstein       | Naturschutzgebiet Hamorsbruch und Quellbäche                    | 0307,1206    |                                                          |
| SO-029       | Warstein       | Arnsberger Wald                                                 | 3916,9596    | NSG Arnsberger Wald (Warstein)                           |
| SO-046       | Warstein       | Naturschutzgebiet Drewer Steinbrüche                            | 0009,7562    | Drewer Steinbrüche                                       |
| SO-047       | Warstein       | Naturschutzgebiet Wästertal                                     | 0036,6539    | Drewer Steinbrüche                                       |
| SO-073       | Warstein       | Naturschutzgebiet Lörmecketal                                   | 0266,0752    |                                                          |
| SO-074       | Warstein       | Naturschutzgebiet Piusberg                                      | 0008,4470    |                                                          |
| SO-098       | Warstein       | Merpketal                                                       | 0034,0000    |                                                          |
| SO-001       | Welver         | Ahsewiesen (VO)                                                 | 0179,0627    | Ahsewiesen (VO)                                          |
| SO-007       | Welver         | Lippeaue                                                        | 1180,7029    |                                                          |
| SO-056       | Welver         | Wälder um Welver                                                | 0297,5972    | Wälder um Welver                                         |
| SO-075       | Welver         | Ehemalige Klärteiche bei Hattrop                                | 0036,7299    |                                                          |
| SO-079       | Welver         | Salzbrink                                                       | 0012,4704    | Salzbrink                                                |
| SO-093       | Welver         | Lippeaue-Lippeaue westlich Lippborg                             | 0022,0000    | Lippeaue westlich Lippborg                               |
| SO-094       | Welver         | Ahse bei Dinker                                                 | 0193,0000    | Ahse bei Dinker                                          |
| SO-095       | Welver         | Hachenbruch                                                     | 0025,0000    |                                                          |
| SO-096       | Welver         | Salzbach-Mittellauf mit Bewerbach                               | 0063,0000    | Salzbach-Mittellauf mit Bewerbach                        |
| SO-097       | Welver         | Wierlauke (Welver)                                              | 0053,0000    |                                                          |
| SO-058       | Werl           | Laubwald bei Haus Westrich                                      | 0007,8188    |                                                          |
| SO-091       | Werl           | Mühlenbach-Siepenbach                                           | 0080,5000    | Mühlenbach-Siepenbach                                    |
| SO-092       | Werl           | Salzbach                                                        | 0017,8000    |                                                          |
| SO-016       | Wickede        | Naturschutzgebiet Ruhraue (Kreis Soest)                         | 0366,6123    |                                                          |
| SO-065       | Wickede        | Naturschutzgebiet Wälder am Mühlenbach                          | 0071,5259    |                                                          |
| SO-066       | Wickede        | Naturschutzgebiet Wimberner Bach                                | 0013,2853    |                                                          |